# Emil Schubert (Landrat)
Emil Schubert (* 21. Februar 1879 in Lichtenstein im Landkreis Zwickau; † im 20. Jahrhundert) war ein deutscher Landrat.

## Leben
Nach Abschluss der Schul- und Berufsausbildung als Schmied besuchte Emil Schubert Abendkurse an der Universität Zürich, dem Bildungsverein Hamburg und der Gewerkschaftsschule im sächsischen Mittweida.
Er betätigte sich politisch, trat 17-jährig in die SPD ein und war einige Jahre Vorsitzender des Wahlvereins Potsdam-Osthavelland.
Über Jahre war er Leiter des Arbeitersekretariats in Potsdam und Vorstandsmitglied der AOK Potsdam, Stadtverordneter und Beisitzer beim Gewerbegericht und beim Schlichtungs- und Einberufungsausschuss.
Zum 1. Oktober 1919 wurde er mit der kommissarischen Leitung der Verwaltung des Landratsamtes Neurode beauftragt. Zum Jahresende 1925 wurde er definitiv zum Landrat ernannt.
In diesem Amt blieb er bis zum Jahr 1931, als er auf eigenen Wunsch in den Ruhestand versetzt wurde. Möglicherweise bestand ein Zusammenhang mit der im Jahre 1932 vollzogenen Zusammenlegung des Kreises Neurode mit dem neuen Kreis Glatz.